# Манол Николов
Манол Николов – Мъната е български футболист и треньор. Играе за Славия (София) в продължение на 14 години. Има 2 мача за националния отбор на България.

## Клубна кариера
Започва да играе в Славия през 1939 г. Част е от големия отбор на „белите“, начело с треньора Франц Кьолер, който печели три титли на страната – през 1939, 1941 и 1943 г. През 1941 г. е основен голмайстор на отбора, като до финалния мач за титлата вкарва във всеки двубой. На следващата година Славия стига полуфинала, където губи от Македония (Скопие) с общ резултат 4:5. Николов вкарва 2 гола в тези срещи.
Печели шампионата и Царската Купа през 1943 г. В първия мач от финалите срещу Левски вкарва победния гол с удар от воле. От 1948 г. е капитан на „белите“. Завършва кариерата си през 1952 г.

## Национален отбор
Дебютира за националния отбор в контрола срещу Унгария на 6 юни 1943 г., загубена с 2:4. През 1949 г. е отново повикан в представителния тим и играе в приятелски мач с Албания (0:0).

## Треньорска кариера
Започва треньорската си кариера като помощник-треньор на Славия. През 1957 г. поема първия тим на „белите“. През 1962 г. застава начело на Чардафон (Габрово) и остава там около 3 години. Успява да стабилизира отбора, който преди неговото идване е заплашен от изпадане от Б група. Завръща се в Славия като помощник на Добромир Ташков и помага на тима да спечели два пъти Купата на Съветската армия.
През 1969/70 класира Чардафон за А група, след като печели Северната Б група. Приключва треньорската си кариера през 1983 г., след като Янтра не успява да се класира за А група след загуба от Осъм (Ловеч).

## Успехи

### Като футболист
- Шампион на България – 1939, 1941, 1943
- Царска купа – 1943

### Като треньор
- Северна Б група – 1969/70